# Покрасс Дмитро Якович
Дмитро Якович Покрасс (7 листопада 1899, Київ, Російська імперія — 20 грудня 1978, Москва, РРФСР) — радянський композитор. Лауреат Державної премії СРСР (1941). Народний артист СРСР (1975). 

## Біографічні відомості
Навчався у Петроградській консерваторії. Автор «Маршу Будьонного» (1920) та багатьох інших пісень, музики до кінокартини «Трактористи» (1939) і «Україна» (у співавторстві з Д. Я. Покрассом). 
Член Спілки композиторів РРФСР.
Брат композитора Данила Покрасса.